# Анна фон Хесен-Дармщат (1843–1865)
Анна фон Хесен-Дармщат (на немски: Anna von Hessen-Darmstadt), с рождено име Мария Анна Вилхелмина Елизабет Матилда фон Хесен и при Рейн (на немски: Maria Anna Wilhelmine Elisabeth Mathilde von Hessen und bei Rhein; * 25 май 1843, Дармщат; † 16 април 1865, Шверин) от род Хесен-Дармщат, е принцеса от Великото херцогство Хесен и при Рейн и чрез женитба велика херцогиня на Мекленбург-Шверин (1864 – 1865).

## Живот
Дъщеря е на принц Карл фон Хесен-Дармщат (1809 – 1877) и съпругата му принцеса Елизабет Пруска (1815–1885), дъщеря на принц Вилхелм Пруски (1783 – 1851) и принцеса Мария Анна Амалия фон Хесен-Хомбург (1785 – 1846). По баща е племенница на руската императрица Мария Александровна (1824 – 1880), омъжена през 1841 г. за руския цар Александър II (1818 – 1881), и на Александър (1823 – 1888), бащата на българския княз Александър I Батенберг (1857 – 1893).
Анна се омъжва на 4 юли 1864 г. в Дармщат за велик херцог Фридрих Франц II (* 28 февруари 1823, Лудвигслуст; † 15 април 1883, Шверин), син на велик херцог Павел Фридрих (1800 – 1842) и принцеса Александрина Пруска (1803–1892), дъщеря на пруския крал Фридрих Вилхелм III (упр. 1797 – 1840) и херцогиня Луиза фон Мекленбург-Щрелиц (1776 – 1810). Тя е втората му съпруга и става мащеха на четирите му деца.
Анна умира на 16 април 1865 г. на 21 години в Шверин от родилна температура и е погребана в катедралата на Шверин. Нейният съпруг се жени трети път на 4 юли 1868 г. за принцеса Мария фон Шварцбург-Рудолщат (1850 – 1922).

## Деца
Анна и Фридрих Франц имат една дъщеря:
- Анна фон Мекленбург-Шверин (* 7 април 1865, Шверин; † 8 февруари 1882, Шверин)